# ديف تايلور (مصارع محترف)
ديف تايلور (بالإنجليزية: Dave Taylor)‏ هو مصارع محترف بريطاني، ولد في 1 مايو 1957 في يوركشاير في المملكة المتحدة.

## وصلات خارجية
- ديف تايلور على موقع WrestlingData.com (الإنجليزية)
- ديف تايلور على موقع CageMatch worker (الإنجليزية)
- ديف تايلور على موقع قاعدة بيانات المصارعة على الإنترنت (الإنجليزية)
- ديف تايلور على موقع عالم المصارعة على الإنترنت (الإنجليزية)
- ديف تايلور على موقع عالم المصارعة على الإنترنت (الإنجليزية)
- ديف تايلور على موقع IMDb (الإنجليزية)
- ديف تايلور على موقع قاعدة بيانات الفيلم (الإنجليزية)